# Hetaerina indeprensa
Hetaerina indeprensa là loài chuồn chuồn trong họ Calopterygidae. Loài này được Garrison mô tả khoa học đầu tiên năm 1990.